# Rémering-lès-Puttelange
Rémering-lès-Puttelange – miejscowość i gmina we Francji, w regionie Grand Est, w departamencie Mozela.
Według danych na rok 1990 gminę zamieszkiwały 852 osoby, a gęstość zaludnienia wynosiła 92 osoby/km² (wśród 2335 gmin Lotaryngii Rémering-lès-Puttelange plasuje się na 412. miejscu pod względem liczby ludności, natomiast pod względem powierzchni na miejscu 648.).